# Wilfried Maria Blum

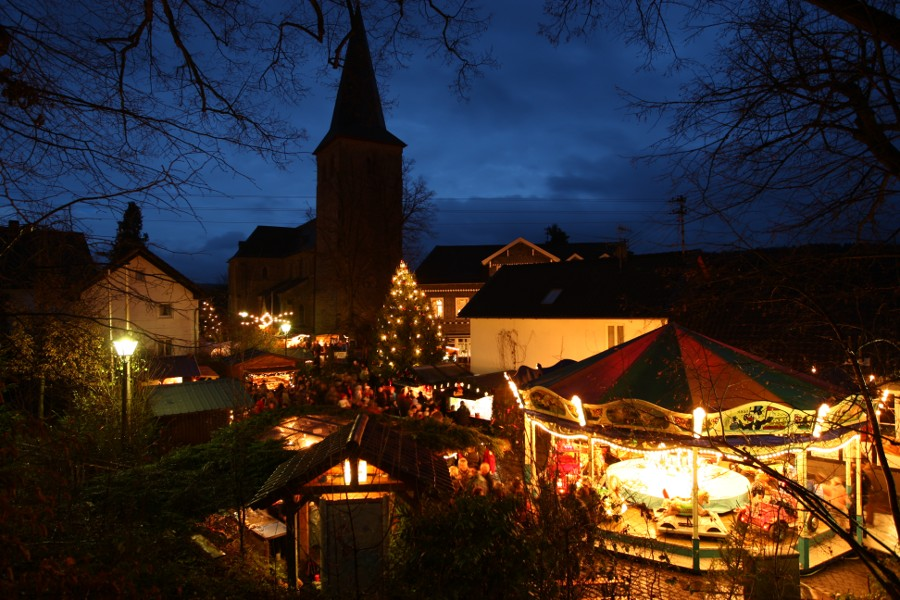
Ruppichteroth, donde vive y trabaja WM Blum.

Wilfried Maria Blum es un escultor ceramista alemán, nacido el 24 de diciembre de 1953 en Leverkusen. Vive y trabaja en la pequeña localidad de Ruppichteroth. Desde 1990, también ha realizado modelos para fundición en bronce y otras aleaciones.
Aunque poco difundida, es bien conocido en el entorno de la cerámica por su trabajo demostrando una gran experiencia técnica y con una fuerte carga filosófica. Sus obras se han expuesto en toda Europa, en Japón, en los Estados Unidos, en América del Sur, y están presentes en un gran número de museos de renombre en Alemania, en Bélgica y Suiza.

## Obras
Los temas recurrentes en Wilfried Maria Blum son los reptiles posando triunfalmente en la cerámica rota en un mundo post-apocalíptico, una imaginería animal fuerte ( osos, panteras, rinocerontes ). Su obra maestra sigue siendo "Geburt der Gegensätzlichkeit" (El nacimiento de la dualidad), una pieza de cerámica de unos veinte centímetros de altura que representa a un diablo dando muerte a un unicornio que salen de un huevo. "Geburt der Gegensätzlichkeit" también se ha reproducido en una pieza de bronce colosal de tres metros de altura.

## Museos y exposiciones permanentes
Se pueden encontrar las  obras de Wilfried María Blum en los siguientes museos:
- Bélgica:

- Bruselas: Museo Real de Arte e Historia

- Alemania:

- Bonn: Museo Estatal - Landesmuseum
- Colonia: Museo de las Artes Decorativas - Museum für Angewandte Kunst (Köln)
- Dortmund: Museo de Arte e Historia cultural - Museum für Kunst und Kulturgeschichte Dortmund
- Düsseldorf: Museo Alemán de la Cerámica - Hetjens-Museum
- Karlsruhe: Museo del Estado de Baden - Badisches LandesMuseum

- Suiza:

- Spiez: Kunstgesellschaft

## Distinciones y premios
- 1981, Prix Richard Bampi:  1.er premio
- 1989, 4 ª Exposición Anual Internacional en Toronto: Premio de Honor
- 1990, Zagrep: «Posasne diplome»
- 1994, Recompensa del Premio de Arte del Rin: 1.er premio